# 社畜さんと家出少女
『社畜さんと家出少女』（しゃちくさんといえでしょうじょ）は、タツノコッソによる日本の4コマ漫画作品。『まんがタイムきららMAX』（芳文社）にて、2018年9月号から同年11月号までゲストとして掲載された後、2019年1月号から2022年11月号まで連載された。

## あらすじ
定時がなく残業続きの忙しい会社員ナルさんの家にはワケありの家出少女であるしっかり者のユキちゃんが住んでいる。二人の生活はすれ違いが多いが性格の相性はバッチリで助け合いながら暮らしている。そのような現代社会に生きる二人の女の子の物語である。

## 登場人物
成瀬 胡桃（なるせ くるみ）
残業5時間満員電車で帰宅という過酷な労働の日々を送っているせいか、家ではユキちゃんに甘えている。
雪村 つぐみ（ゆきむら つぐみ）
とある事情で実家に帰っていないという家出少女であるが、学校にはしっかり通っているというしっかり者である。ナルさんはもともと家庭教師と生徒の関係だった。
ミユ
ユキの学校での友達であり、ユキのことをユッキと呼んでいる。ユキが懐いているナルに対して、少しジェラシーを感じている。

## 書誌情報
- タツノコッソ『社畜さんと家出少女』 芳文社〈まんがタイムKRコミックス〉、全4巻
  1. 2019年9月27日発売[4][5]、ISBN 978-4-8322-7121-0
  2. 2020年10月27日発売[5]、ISBN 978-4-8322-7221-7
  3. 2021年10月27日発売[5]、ISBN 978-4-8322-7316-0
  4. 2022年10月27日発売[5]、ISBN 978-4-8322-7408-2